# Simon Stålenhag

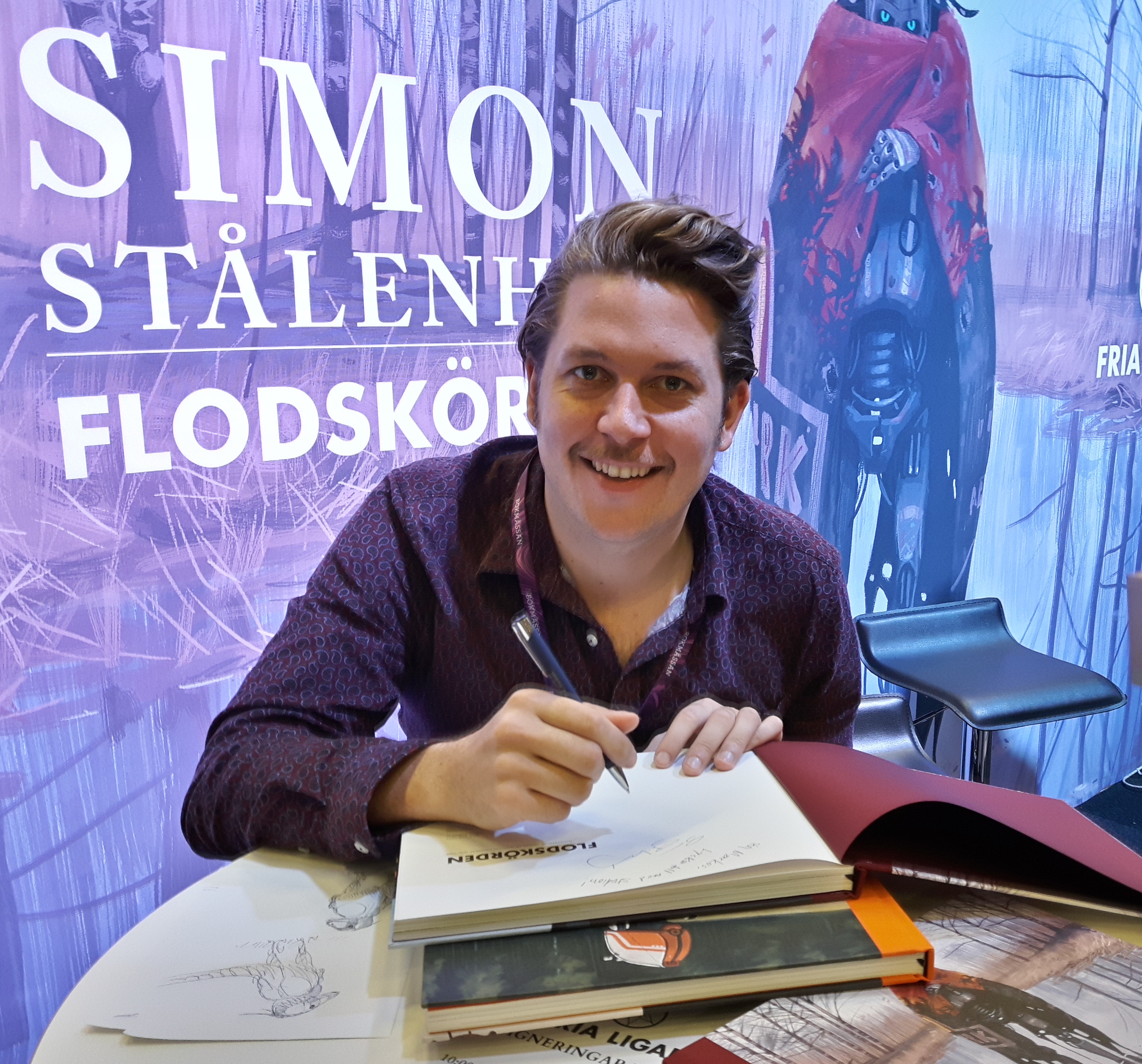
Simon Stålenhag signiert ein Buch während der Göteborger Buchmesse im September 2016.

Simon Stålenhag (* 20. Januar 1984) ist ein schwedischer Künstler, Musiker und Designer, der sich auf futuristische digitale Bilder spezialisiert hat, die sich auf nostalgische, ländliche und geschichtsträchtige Umgebungen in Schweden konzentrieren. Die Schauplätze seiner Kunstwerke bildeten unter anderem die Grundlage für die Amazon-Fernsehserie Tales from the Loop und dem Netflix-Film The Electric State.

## Werk
Stålenhag wuchs in einer ländlichen Umgebung in der Nähe von Stockholm auf  und fertigte Illustrationen der lokalen Landschaft an, die von Künstlern wie Lars Jonsson inspiriert wurden. Nachdem er die Konzeptkünstler Ralph McQuarrie und Syd Mead entdeckt hatte, versuchte er sich an Science-Fiction-Kunstwerken. Diese Arbeiten entstanden zunächst als Nebenprojekt, ohne jegliche Planung dahinter. Thematisch verbindet er in seinen Arbeiten oft seine Kindheit mit Themen aus Science-Fiction-Filmen, was zu einer stereotypen schwedischen Landschaft mit neofuturistischem Hang führt. Laut Stålenhag rührt dieser Fokus von seiner empfundenen Distanz zum Erwachsensein her, wobei die Science-Fiction-Elemente zum Teil hinzugefügt wurden, um die Aufmerksamkeit des Publikums zu erregen, zum Teil aber auch, um die Stimmung des Werks zu beeinflussen. Diese Ideen führen zu einem Werk, das neben gewöhnlichen schwedischen Gegenständen wie Volvo- und Saab-Automobilen auch riesige Roboter und Megastrukturen enthalten kann.
Im Laufe der Entwicklung seiner Arbeit hat Stålenhag eine Hintergrundgeschichte geschaffen, in deren Mittelpunkt eine unterirdische Regierungseinrichtung steht. Parallel zum realen Niedergang des schwedischen Wohlfahrtsstaates gehen große Maschinen langsam zu Bruch, und das letztendliche Ergebnis bleibt ein Rätsel. In einem Interview mit The Verge aus dem Jahr 2013 heißt es: „Der einzige Unterschied zwischen der Welt meiner Kunst und unserer Welt besteht darin, dass … seit dem frühen 20. Jahrhundert die Ansichten und Budgets viel stärker zugunsten von Wissenschaft und Technologie waren“.
Außerhalb seines üblichen Kanons zeichnete Stålenhag auch 28 Bilder von Dinosauriern für die prähistorischen Exponate des Schwedischen Naturhistorischen Museums, nachdem er sein Interesse an den Kreaturen aus seiner Kindheit wiederentdeckt und Anfang 2013 das Museum kontaktiert hatte, um seine Mitarbeit anzubieten. Im Jahr 2016 folgten Bilder von hypothetischen Folgen eines steigenden Ozeans infolge der globalen Erwärmung für das Resilience Centre der Universität Stockholm. Er fertigte auch einige Werbegrafiken für das Sci-Fi-Videospiel No Man’s Sky an.
Stålenhag verwendet ein Wacom-Tablett und einen Computer, um sein Werk, das der Ölmalerei ähneln soll, zu illustrieren. Zunächst versuchte er, verschiedene physische Medien zu verwenden, um einen traditionelleren Stil nachzuahmen, darunter auch Gouache. Selbst nach der Umstellung auf digitale Methoden hat er erklärt, dass er „viel Mühe darauf verwendet, dass sich die digitalen Pinsel natürlich verhalten und ein gewisses Maß an ‚Handschrift‘ in den Pinselstrichen erhalten bleibt“. Der Großteil seiner Arbeit basiert auf Fotos, die er vorher aufgenommen hat; diese dienen dann als Ausgangspunkt für eine Reihe von groben Skizzen, bevor die endgültige Arbeit fertiggestellt wird.

## Bücher und Adaptionen
Die meisten von Stålenhags Kunstwerken waren zunächst online verfügbar, bevor sie später als Drucke veröffentlicht wurden. Seitdem sind daraus zwei erzählerische Kunstbücher entstanden, Tales from the Loop im Jahr 2014 und Things from the Flood im Jahr 2016. In beiden geht es um den Bau eines supermassiven Teilchenbeschleunigers namens Loop.
In einem dritten Kunstbuch, The Electric State, das ebenfalls über die Crowdfunding-Plattform Kickstarter finanziert wurde, hat Stålenhag den Westen der Vereinigten Staaten behandelt. Im Mittelpunkt stehen ein Mädchen und ihr roboterhafter Begleiter, die den fiktiven Staat Pacifica durchqueren. Skybound Books veröffentlichte im Oktober 2018 eine nordamerikanische Ausgabe des Werkes.
Im Jahr 2016 wurde eine Kickstarter-Kampagne gestartet, um ein Pen-&-Paper-Rollenspiel namens Tales from the Loop zu finanzieren, das auf dem gleichnamigen Buch basiert; mehrere Medien verglichen es mit der Fernsehserie Stranger Things. Die Handlung spielt in den 1980er Jahren entweder in den Vereinigten Staaten oder in Schweden. Die Spieler agieren im Rollenspiel als eine Gruppe von Teenagern, die sich mit den Nachwirkungen des Loop auseinandersetzen. Verschiedene Klassen von Charakteren entsprechen stereotypen Rollen aus der Kindheit, wie beispielsweise „Jock“, „Bücherwurm“ oder „Nerd“. Auf Deutsch erschien es bei Ulisses Spiele.
Die Fernsehserie Tales from the Loop, die Kunstwerke aus dem Buch enthält und von den Amazon Studios in Zusammenarbeit mit den Fox 21 Television Studios, Indio Studio und 6th & Idaho für Amazon Prime produziert wurde, wurde am 3. April 2020 vollständig veröffentlicht und adaptiert Elemente aus Stålenhags Erzählkunstbüchern. Die erste Staffel umfasst acht Episoden mit einer Laufzeit von jeweils 50–57 Minuten. Alle Drehbücher wurden von Nathaniel Halpern geschrieben, während jede Episode von einem eigenen Regisseur, darunter Mark Romanek, Andrew Stanton und Jodie Foster, geleitet wurde. Stålenhag hat einen Vertrag über die weitere Zusammenarbeit mit Fox 21 unterzeichnet.
Die Filmrechte für The Electric State wurden 2017 an die Brüder Russo verkauft. Der Film erschien im März 2025 bei Netflix.

## Bibliografie
- Ur varselklotet, 2014
  - Tales From The Loop. (Das Loop-Universum, Band 1). Deutsch von Stefan Pluschkat. Fischer Tor, Frankfurt am Main 2020, ISBN 978-3-596-70483-5.

- Flodskörden, 2016
  - Things from the Flood. (Das Loop-Universum, Band 2). Deutsch von Stefan Pluschkat. Fischer Tor, Frankfurt am Main 2021, ISBN 978-3-596-70485-9.

- Passagen, 2017
  - The Electric State. Deutsch von Stefan Pluschkat. Fischer Tor, Frankfurt am Main 2019, ISBN 978-3-596-70379-1.

- Labyrinten, 2020
  - Das Labyrinth. Deutsch von Stefan Pluschkat. Fischer Tor, Frankfurt am Main 2022, ISBN 978-3-596-70692-1.

- Svenska Maskiner, 2025 
  - Swedish Machines. Deutsch von Stefan Pluschkat. Fischer Tor, Frankfurt am Main 2025, ISBN 978-3-596-71139-0.

## Andere Arbeiten
Im Rahmen der Crowdfunding-Kampagne für The Electric State produzierte und veröffentlichte Stålenhag ein Album mit elektronischer Musik mit dem gleichen Titel als Unterstützungsziel. 2018 veröffentlichte er sein zweites Album Music for DOS, das Ambient-Musik enthält, die mit alten Keyboards und dem Mehrspur-Sequenzer Impulse Tracker geschrieben wurde.
Darüber hinaus war Stålenhag an einer Vielzahl von Werbungen, Filmen und Videospielen beteiligt, darunter seine Arbeit an dem Jump-’n’-Run-Spiel Ripple Dot Zero, die in Zusammenarbeit mit Tommy Salomonsson entstand.